# Ouverture en sol mineur (Bruckner)
Anton Bruckner a composé l'Ouverture en sol mineur, WAB 98, en 1862-63, au cours de sa période d'étude auprès d'Otto Kitzler.

## Historique
Durant l'automne de 1862, au cours de sa période d'étude auprès d'Otto Kitzler à Linz, Bruckner composa ses premières compositions orchestrales : les Quatre pièces pour orchestre (la Marche en ré mineur et les Trois pièces pour orchestre). Sa composition orchestrale suivante fut l'Ouverture en sol mineur, WAB 98.
Une esquisse de l'Ouverture, qui a débuté en novembre 1862, se trouve dans le Kizler-Studienbuch pp. 287-301.
Une première version de l'Ouverture a été achevée le 24 décembre 1862. Le 6 janvier 1863, Bruckner commença la composition d'une nouvelle coda, qu'il acheva le 22 janvier 1863.
Le manuscrit original de l'Ouverture contient la version 1863 et, p. 44–50, la coda de 1862. Le manuscrit, dont le feuillet n° 7 (mesures 188-212) est manquant, est conservé dans les archives de l'Abbaye de Kremsmünster.
Une copie de la partition complète de l'Ouverture a été donnée par Bruckner à son ami Cyrill Hynais, avec celles des Quatre pièces pour orchestre et de la Symphonie en fa mineur. Ces partitions sont conservées dans les archives de la Stadt- und Landesbibliothek de Vienne.
L'œuvre a d'abord été publiée par Alfred Orel dans Unbekannte Frühwerke Anton Bruckners en 1921. L'Ouverture a été créée par Franz Moißl le 8 septembre 1921 à Klosterneuburg.
L'Ouverture en sol mineur (Ouvertüre g-Moll) et sa coda de 1862 sont éditées dans le Volume XII/5 de la Bruckner Gesamtausgabe,.

## Composition
L'orchestre est le même que celui de la Marche en ré mineur, sauf que la deuxième flûte est remplacée par un piccolo.
La première version (1862) de l'Ouverture en sol mineur, de 301 mesures, a une autre coda durant les mesures 233-288. Cette coda a été remplacée - après approbation par Kitzler - par une nouvelle coda dans la version finale de 1863. La version finale est 8 mesures plus courte (293 mesures). La "coda de la coda" (mesures 289-301 dans la version 1862 / mesures 281-293 dans la version 1863) est identique dans les deux versions.
Après une introduction en Adagio (mesures 1-22), l'œuvre en Allegro non troppo est en forme sonate, avec l'utilisation de son développement d'une inversion de thème. À l'inverse des précédentes Quatre pièces pour orchestre et de la suivante Symphonie en fa mineur, l'Ouverture apparaît beaucoup plus "mature". Plusieurs caractéristiques de Bruckner y sont déjà présentes : l'ouverture de l'œuvre par un saut d'octave à l'unisson, des accords du plein orchestre suivis par un motif en double croche, et le second thème plus lent (Un poco meno mosso) avec ses grands sauts d'intervalle.

## Discographie
Le premier enregistrement a été réalisé en 1937 par Sir Henry Wood avec le Queen's Hall Orchestra (78 tours : Decca Album n° 7). Une numérisation de cet enregistrement peut être écoutée sur le site de John Berky.

### Version 1862
Il n'y a qu'un seul enregistrement commercial de la version 1862 de l'Ouverture :
- Shunsaki Tsutsumi, Royal Metropolitan Orchestra – CD Harmonie PCDZ-1621, 1997 (avec la Symphonie nº 4 de Mahler). Une copie de  cet enregistrement peut être téléchargée du site de John Berky[7].

### Version finale (1863)
La version 1863 de l'Ouverture a été enregistrée une vingtaine de fois, principalement comme supplément à un enregistrement d'une des symphonies de Bruckner. Cinq de ces enregistrements peuvent être téléchargés à partir du site de John Berky.